# Saison 8 de Shameless
Chronologie
Saison 7 Saison 9
Cet article présente le guide des épisodes de la huitième saison de la série télévisée américaine Shameless.

## Distribution

### Acteurs principaux
- William H. Macy (VF : Julien Kramer) : Francis "Franck" Gallagher
- Emmy Rossum (VF : Anne Tilloy) : Fiona Gallagher
- Jeremy Allen White (VF : Thierry D'Armor) : Phillip "Lip" Gallagher
- Cameron Monaghan (VF : Rémi Caillebot) : Ian Gallagher
- Emma Kenney (VF : Kelly Marot) : Deborah "Debbie" Gallagher
- Ethan Cutkosky (VF : Lionel Cecilio) : Carl Gallagher
- Christian Isaiah : Liam Gallagher
- Shanola Hampton (VF : Ilana Castro) : Veronica "Vee" Fisher
- Steve Howey (VF : Olivier Augrond) : Kevin "Kev" Ball
- Isidora Goreshter (VF : Anne Kreis) : Svetlana

### Acteurs récurrents et invités
- Scott Michael Campbell (VF : Fred Colas) : Brad
- Elliot Fletcher (VF : Alexandre Nguyen) : Trevor
- Zach Pearlman (VF : Jerome Wiggins) : Neil
- Alan Rosenberg (VF : Geoffroy Thiebaut) : Professeur Youens
- Ruby Modine (VF : Anne-Charlotte Piau) : Sierra
- Cooper J. Friedman : Lucas (Le fils de Sierra)
- Chet Hanks : Charlie (Le père de Lucas)
- Laura Cerón (VF : Hélène Bizot) : Celia Delgado
- Jessica Szohr (VF : Armelle Gallaud) : Nessa Chabon
- Dermot Mulroney (VF : Luc Bernard) : Sean Pierce (épisode 4)

## Liste des épisodes

### Épisode 1:Nous sommes ce que nous fumons
- États-Unis /  Canada : 5 novembre 2017 sur Showtime / The Movie Network
- France : 2 octobre 2018 sur Amazon Prime Video[1]

- États-Unis : 1,86 million de téléspectateurs[2] (première diffusion)

- Scott Michael Campbell : Brad
- Elliot Fletcher : Trevor
- Zach Pearlman : Neil
- Alan Rosenberg : Professeur Youens
- Ruby Modine : Sierra
- Cooper J. Friedman : Lucas (Le fils de Sierra)
- Chet Hanks : Charlie (Le père de Lucas)
- Jessica Szohr : Nessa (Locataire dans l'immeuble de Fiona)

Fiona commence les rénovations dans l'immeuble qu'elle a acheté et fait par la même occasion la connaissance d'une des, locataires "Nessa". Elle s'atèle à trouver des locataires pour son nouvel immeuble; elle choisit un loyer un peu élevé pour le quartier mais cela intéresse quand même plusieurs personnes.
Frank rentre à la maison et s'excuse auprès de chacun de ses enfants pour les fautes qu'il a commises dans le passé et ce après avoir passé des mois dans un monastère bouddhiste à faire le deuil de sa chère et tendre Monica. 
Lip est toujours en plein sevrage de son alcoolémie et tente tant bien que mal de ne pas boire à nouveau tout en essayant de reconquérir Sierra. Brad, collègue de travail l'aide et lui donne un handspinner pour contrer ses envies de boissons. Lip se met aussi à courir pour oublier ses envies. 
Debbie quant à elle obtient un nouvel emploi et commence à étudier dans une école de soudure. Ian tente de se rapprocher de Trevor en aidant les jeunes du centre. Carl vend la méth' que Monica leur avait laissé avant de mourir ainsi que celle de ses frères et sœurs tout en maintenant sa forme pour son retour au camp militaire. Il s'offre alors un jacuzzi avec l'argent de son "héritage".

### Épisode 2:Accro un jour, accro toujours
- États-Unis /  Canada : 12 novembre 2017 sur Showtime / The Movie Network
- France : 2 octobre 2018 sur Amazon Prime Video

- États-Unis : 1,37 million de téléspectateurs[3] (première diffusion)

- Evan O'Toole : Dylan (L'ami de Liam)
- Jessica Szohr : Nessa (Locataire dans l'immeuble de Fiona)
- Chet Hanks : Charlie (Le père de Lucas)
- Ruby Modine : Sierra
- Cooper J. Friedman : Lucas (Le fils de Sierra)
- Scott Michael Campbell : Brad
- Elliot Fletcher : Trevor
- Zach Pearlman : Neil
- Laura Cerón : Celia Delgado (La grand-mère de Derek)

### Épisode 3:Francis
- États-Unis /  Canada : 19 novembre 2017 sur Showtime / The Movie Network
- France : 2 octobre 2018 sur Amazon Prime Video

- États-Unis : 1,34 million de téléspectateurs[4] (première diffusion)

### Épisode 4: Sans rancune, connard!
- États-Unis /  Canada : 26 novembre 2017 sur Showtime / The Movie Network
- France : 2 octobre 2018 sur Amazon Prime Video

- États-Unis : 1,59 million de téléspectateurs[6] (première diffusion)

- Dermot Mulroney : Sean Pierce

### Épisode 5:La mauvaise éducation
- États-Unis /  Canada : 3 décembre 2017 sur Showtime / The Movie Network
- France : 2 octobre 2018 sur Amazon Prime Video

- États-Unis : 1,51 million de téléspectateurs[7] (première diffusion)

### Épisode 6:Mes tripes et tout mon cœur
- États-Unis /  Canada : 10 décembre 2017 sur Showtime / The Movie Network
- France : 2 octobre 2018 sur Amazon Prime Video

- États-Unis : 1,52 million de téléspectateurs[8] (première diffusion)

### Épisode 7:Gallagher contre Gallagher
- États-Unis /  Canada : 17 décembre 2017 sur Showtime / The Movie Network
- France : 2 octobre 2018 sur Amazon Prime Video

- États-Unis : 1,58 million de téléspectateurs[9] (première diffusion)

### Épisode 8:Frank le passeur
- États-Unis /  Canada : 29 décembre 2017 sur Showtime / The Movie Network
- France : 2 octobre 2018 sur Amazon Prime Video

- États-Unis : 810 000 téléspectateurs[10] (première diffusion)

### Épisode 9:Les fugitifs(The Fugees)
- États-Unis /  Canada : 7 janvier 2018 sur Showtime / The Movie Network
- France : 2 octobre 2018 sur Amazon Prime Video

- États-Unis : 1,65 million de téléspectateurs[11] (première diffusion)

### Épisode 10:Le petit Jésus gay(The Church of Gay Jesus)
- États-Unis /  Canada : 14 janvier 2018 sur Showtime / The Movie Network
- France : 2 octobre 2018 sur Amazon Prime Video

- États-Unis : 1,52 million de téléspectateurs[12] (première diffusion)

### Épisode 11:Pédicure à la Gallagher
- États-Unis /  Canada : 21 janvier 2018 sur Showtime / The Movie Network
- France : 2 octobre 2018 sur Amazon Prime Video

- États-Unis : 1,52 million de téléspectateurs[13] (première diffusion)

### Épisode 12:Somnambulisme
- États-Unis /  Canada : 28 janvier 2018 sur Showtime[14] / The Movie Network
- France : 2 octobre 2018 sur Amazon Prime Video

- États-Unis : 1,73 million de téléspectateurs[15] (première diffusion)

## Audiences aux États-Unis
| N° d'épisode | Titre original                                         | Titre français                 | Chaîne   | Date de diffusion originale | États-Unis (en millions de téléspectateurs) |
| ------------ | ------------------------------------------------------ | ------------------------------ | -------- | --------------------------- | ------------------------------------------- |
| 1            | We Become What We...Frank!                             | Nous sommes ce que nous fumons | Showtime | 5 novembre 2017             | 1.86                                        |
| 2            | Where's My Meth ?                                      | Accro un jour, accro toujours  | Showtime | 12 novembre 2017            | 1.37                                        |
| 3            | God Bless Her Rotting Soul                             | Francis                        | Showtime | 19 novembre 2017            | 1.34                                        |
| 4            | Fuck Paying It Forward                                 | Sans rancune, connard !        | Showtime | 26 novembre 2017            | 1.59                                        |
| 5            | The (Mis)Education Of Liam Fergus Beircheart Gallagher | La mauvaise éducation          | Showtime | 3 décembre 2017             | 1.51                                        |
| 6            | Icarus Fell And Rusty Ate Him                          | Mes tripes et tout mon cœur    | Showtime | 10 décembre 2017            | 1.52                                        |
| 7            | Occupy Fiona                                           | Gallagher contre Gallagher     | Showtime | 17 décembre 2017            | 1.58                                        |
| 8            | Frank's Northern Southern Express                      | Frank le passeur               | Showtime | 29 décembre 2017            | 0.81                                        |
| 9            | The Fugees                                             | Les Réfugiés                   | Showtime | 7 janvier 2018              | 1.65                                        |
| 10           | The Church Of Gay Jesus                                | L'église du Jésus gay          | Showtime | 14 janvier 2018             | 1.52                                        |
| 11           | A Gallagher Pedicure                                   | Pédicure à la Gallagher        | Showtime | 21 janvier 2018             | 1.52                                        |
| 12           | Sleepwalking                                           | Somnambulisme                  | Showtime | 28 janvier 2018             | 1.73                                        |